# 567
567 (DLXVII) je bilo navadno leto, ki se je po julijanskem koledarju začelo na soboto.

## Dogodki
- Frankovsko kraljestvo razpade na štiri dele.
- Obri se naselijo v srednjem Podonavju.

## Smrti
- Haribert I., frankovski kralj (* okoli 517)